# دانیل ژیلوا
دانیل ژیلوا (فرانسوی: Daniel Gillois‎؛ ۵ فوریه ۱۸۸۸ – ۲۸ دسامبر ۱۹۵۹) سوارکار اهل فرانسه بود.
وی در مسابقات کشوری و بین‌المللی در مجموع برندهٔ ۱ مدال نقره شده‌است.